# Herman Vrielink
Herman Vrielink (Almelo, 7 mei 1936) was een profvoetballer van Heracles en Tubantia.

## Loopbaan
Vrielink begon op 11-jarige leeftijd met voetballen bij Heracles en debuteerde daar in 1953 in het eerste elftal waar hij jarenlang een vaste waarde was. In het seizoen 1960/61 scoorde Vrielink tijdens een met 7-2 gewonnen thuiswedstrijd tegen SVV het 100e doelpunt van Heracles in de competitie. Uiteindelijk zou de Almelose linksbinnen samen met Blauw Wit-spits Wim Bleijenberg gedeeld topscorer van de Eerste divisie worden met 29 doelpunten. In het daaropvolgende seizoen 1961/62 maakte hij als enige geboren Almeloër deel uit van het elftal dat kampioen werd van de Eerste divisie. Ditmaal zou Vrielink met 'slechts' 11 treffers in de schaduw staan van ploeggenoot Joop Schuman die maar liefst 44 doelpunten scoorde. Na de promotie naar de Eredivisie besloot de 26-jarige sport- en rijwielhandelaar te stoppen met betaald voetbal. Een jaar later kwam hij terug op dat besluit en speelde hij een seizoen voor tweededivisonist Tubantia uit het naburige Hengelo (Overijssel). Bij die club speelde Vrielink zich weer in de kijker bij Heracles waar hij in 1964 op het oude nest terugkeerde en zodoende alsnog in de Eredivisie ging spelen. In 1966 zette hij definitief een punt achter zijn spelersloopbaan om trainer te worden bij amateurclub SV Enter.

## Profstatistieken
| Seizoen | Club     | Land      | Competitie       | Duels | Goals |
| ------- | -------- | --------- | ---------------- | ----- | ----- |
| 1954/55 | Heracles | Nederland | Eerste klasse B  | ??    | 5     |
| 1955/56 | Heracles | Nederland | Eerste klasse B  | ??    | 2     |
| 1956/57 | Heracles | Nederland | Tweede divisie A | ??    | 7     |
| 1957/58 | Heracles | Nederland | Tweede divisie B | 28    | 13    |
| 1958/59 | Heracles | Nederland | Eerste divisie B | ??    | 9     |
| 1959/60 | Heracles | Nederland | Eerste divisie B | ??    | 13    |
| 1960/61 | Heracles | Nederland | Eerste divisie B | ??    | 28    |
| 1961/62 | Heracles | Nederland | Eerste divisie B | ??    | 11    |
| 1963/64 | Tubantia | Nederland | Tweede divisie A | 30    | 12    |
| 1964/65 | Heracles | Nederland | Eredivisie       | 29    | 2     |
| 1965/66 | Heracles | Nederland | Eredivisie       | 9     | 0     |
| Totaal  | Totaal   | Totaal    | Totaal           | ???   | 102   |